# Poe Dameron : Chute libre
Poe Dameron : Chute libre (titre original : Poe Dameron: Free Fall) est un roman de science-fiction écrit par Alex Segura s'inscrivant dans l'univers étendu de Star Wars. Publié aux États-Unis par Disney Lucasfilm Press en 2020, puis traduit en français et publié par les éditions Pocket en 2021,, il se déroule dix-huit ans après la bataille de Yavin.

## Personnages
- Poe Dameron : adolescent humain de seize ans.